# ...y volumen 5
...y volumen 5 es el quinto y último álbum del cantante valenciano Nino Bravo. El álbum fue editado en septiembre de 1973, meses después de la muerte del intérprete, con el título original ...y volumen 5. En 1995 fue reeditado en versión CD y adoptó el nuevo título América, América, que procede de una de las canciones contenidas en el álbum.

## Características
La orquestación fue grabada en Londres como puede apreciarse por el acento inglés de los coros en la canción "América, América", que serviría como nuevo título del álbum. La voz fue grabada en Madrid, unas semanas antes del accidente que segaría su vida. El álbum salió al mercado unos meses después de su muerte y en solo unas semanas se convirtió en un éxito de ventas.
Entre los temas del álbum se recogen algunas versiones de éxitos internacionales como "Laura" (de Frank Sinatra) y "Mona Lisa" (de Nat King Cole). También incluye el tema "Vivir", única canción conocida en cuya composición participó el cantante pues estaba dedicado a su esposa, Mary. Hubo de ser terminado por sus amigos Vicente López y Pepe Juesas.

## Lista de canciones
Contiene las siguientes canciones:
1. América, América - 3:31
2. Vuelve - 3:24
3. Mi mundo está vacío - 3:02
4. Laura - 3:30
5. Pintaré tu color - 3:31
6. Yo no se por qué esta melodía - 4:12
7. Cantaré - 3:37
8. Aquel amor - 3:07
9. Mona Lisa - 3:36
10. Vivir - 4:04
11. Popurrí - 6:33